# Trichosurus
Trichosurus es un género de marsupiales diprotodontos de la familia Phalangeridae.

## Especies
- Trichosurus arnhemensis Collett, 1897
- Trichosurus caninus (Ogilby, 1835)
- Trichosurus cunninghami[2] Lindenmayer, Dubach & Viggers, 2002
- Trichosurus johnstonii (Ramsay, 1888)
- Trichosurus vulpecula (Kerr, 1792)